# Ptychosema anomalum
Ptychosema anomalum är en ärtväxtart som beskrevs av Ferdinand von Mueller. Ptychosema anomalum ingår i släktet Ptychosema och familjen ärtväxter. Inga underarter finns listade i Catalogue of Life.